# Pacifoculodes zernovi
Pacifoculodes zernovi is een vlokreeftensoort uit de familie van de Oedicerotidae. De wetenschappelijke naam van de soort is voor het eerst geldig gepubliceerd in 1938 door Gurjanova.